# Альберт Санчес Піньйоль
Альберт Санчес Піньйоль (кат. Albert Sánchez Piñol; *11 липня 1965, Барселона) — каталонський письменник та антрополог.

## Біографія
Альберт Санчес Піньйоль народився в Барселоні 11 липня 1965 року.
За освітою антрополог. Є членом Асоціації африканських досліджень і багато подорожує світом. Кілька місяців провів серед пігмеїв Конго, збираючи матеріал для дисертації.
Живе в Барселоні, вільний час присвячує літературній творчості. Пише свої твори тільки каталонською мовою (за винятком романів «Victus» і «Vae Victus», написаних іспанською мовою).

## Літературна діяльність
Письменством він захопився ще будучи молодою людиною, писав оповідання, але до виходу першого його роману, ім'я цього письменника було маловідомим навіть в Іспанії. Свій перший роман «У п'янкій тиші» (в оригіналі кат. «La pell freda» — «Холодна шкіра», 2002) Альберт Піньйоль випустив у 2002 році. Оскільки книга була видана каталонською мовою, то своєю увагою її обійшли і читачі і критики. Але як тільки в 2003 році вона була перекладена іспанською, книга буквально на наступний день стала мегахітом. Зараз цей роман перекладено 32 мовами і понад 100 тижнів він перебував у топ-десятці найпопулярніших книг Європи. Роман-загадка, де дія відбувається на покинутому маяку в Антарктиді, і там волею-неволею доводиться уживатися одному з одним австрійцеві та ірландцеві. При цьому вони зустрічаються з водним народом — омохітхами, які дуже схожі на людей. Роман «У п'янкій тиші» — не тільки стрімкий трилер з непередбачуваною кінцівкою, а й філософський роман. Піньйолю було важливо створити тривожну, безнадійну атмосферу. На думку самого автора, на його сторінках він намагався висловити думку про те, що наш ворог дуже схожий на нас самих. Тому ще при написанні він відмовився від «хеппі-енду». Роман приніс автору всесвітню славу і престижну літературну премію «Ojo Critico de Narrativa». Права на його екранізацію продані продюсерам із США.
У 2005 р. Піньйоль випустив другий роман каталонською мовою «Пандора в Конго» (кат. Pandora al Congo). В ньому розповідається про експедицію двох англійських аристократів у джунглі Африки. У 2006 р. цей роман здобув у Каталонії престижну літературну премію «Critica Serra d'Or».
У сюжетному плані «В п'янкій тиші» та «Пандора в Конго» не пов'язані один з одним. Однак, за задумом автора, обидва твори є частинами майбутньої трилогії, яка розкриває тему страхів, що переслідують людину.

## Видання творів Альберта Піньйоля в Україні
20 грудня 2007 року в «Українському домі» відбулася презентація книги Альберта Санчеса Піньоля «Пандора в Конго». Книга вийшла у видавництві «Світ книги» російською мовою.

## Цікавий факт
Незважаючи на всесвітню славу, Альберт Санчес Піньйоль дуже скромний у звичках. Наприклад, він не має водійських прав і їздить на метро.